# 麻德拉斯叶下珠
麻德拉斯叶下珠（学名：Phyllanthus maderaspatensis）为大戟科叶下珠属下的一个种。

## 扩展阅读
- 維基物種上的相關：麻德拉斯叶下珠